# The World

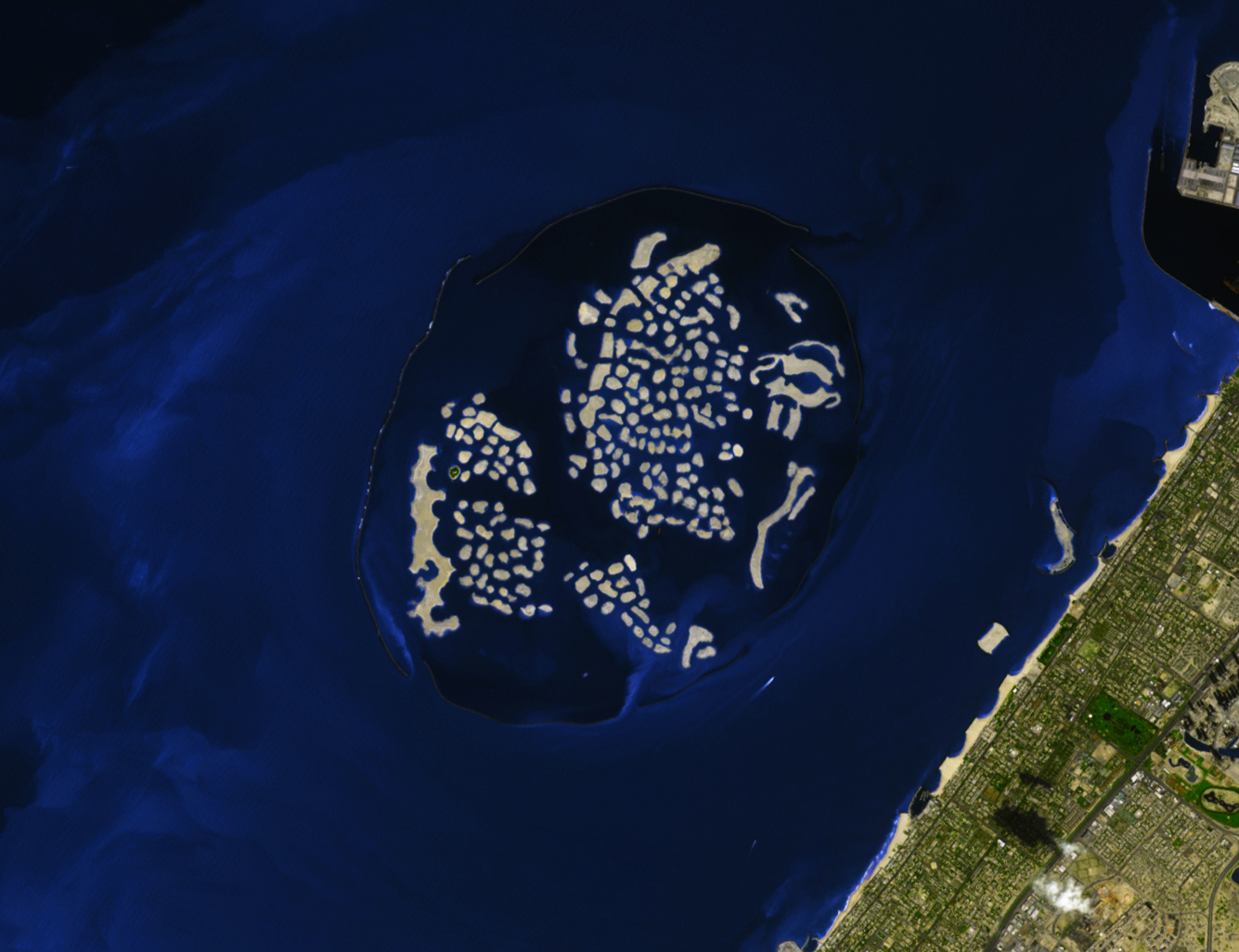
Imagem de satélite do The World.

The World é um arquipélago artificial de várias pequenas ilhas construídas na forma aproximada de um mapa-múndi, localizado nas águas do Golfo Pérsico, a 4 km da costa de Dubai, Emirados Árabes Unidos. As ilhas The World são compostas principalmente de areia dragada das águas rasas costeiras de Dubai e são um dos vários desenvolvimentos de ilhas artificiais na cidade.